# Emotionsarbeit
Als Emotionsarbeit werden emotionale Leistungen in beruflichen Begegnungen bezeichnet, durch die Ziele einer Institution verwirklicht werden sollen. Im Englischen wird diese Art von Emotionsarbeit als emotional labor bezeichnet.

## Voraussetzungen und Entstehung
Der Weg zu einem abgeschlossenen Kaufvertrag führt besonders im tertiären Sektor oft über die psychische Verfassung der Kunden. Viele Menschen haben heutzutage Berufe, in denen sie gewisse Fertigkeiten im Umgang mit der eigenen und der Gefühlswelt anderer unter Beweis stellen müssen. Dazu ist Gefühlsarbeit nötig, mit deren Hilfe ein Mehrwert geschaffen wird. Diese unterscheidet sich von der „emotion work'“ in der Hinsicht, dass sie zu kommerziellen Zwecken benutzt wird und der Normenkatalog marktsozial ausgerichtet wird. Definiert ist die „emotional labor“ als „Arbeits- bzw. Verhaltenserwartung, mit der spezifische Gefühl(sausdrück)e in öffentlichen, beruflichen Interaktionen im Sinne der organisatorischen Ziele regulierbar sind“. Neben physischen und kognitiven treten nun auch emotionale Anforderungen, z. B. freundliches Auftreten, Empathie, Zurückhaltung, Unterwürfigkeit und das Akzeptieren von Ungerechtigkeit an den Dienstleister heran. Hochschild nennt diese Formen metapherhaft die „Verbeugung mit dem Herzen“.

## Interaktionsebene
Die starren Regeln eines Beschäftigtenverhältnisses in einer Organisation können auf der Interaktionsebene zum Teil schwach bis sehr modifiziert werden. Die Vorgaben eines Unternehmens, sich optimal kundenfreundlich zu verhalten und hohe Anforderungen in der Emotionsarbeit zu stellen, müssen nicht vollständig die jeweilige emotionale Aktivität einschränken oder fremdkonstruieren. Abweichungen von der Regel sind möglich, Spielräume wohl auch notwendig. Eine gewisse Eigendynamik der Dienstleistenden entsteht zum Beispiel bei Friseuren und ihren Kunden. Im Umgang mit den Kunden, die erfahrungsgemäß unabhängig von einer besonderen Aufopferung und Freundlichkeit häufig zu Besuch kommen, müssten eigentlich keine besonders häufigen „Verbeugungen mit dem Herzen“ stattfinden. Möglicherweise sind jedoch gerade die in ihren Regulationsprozessen automatisiert und drücken das aus, was sie denken, was durch über die Jahre gewachsenen Freundschaften und Beziehungsverhältnissen (der „Stammfriseur“ vgl. Rastetter) auf Gegenseitigkeit beruht. Um Kunden, die eine besondere Zuwendung bräuchten, müsste man sich als Dienstleister eher kümmern. Allerdings liegt das zu großen Teilen in der Hand des Friseurs, da beispielsweise die Konversation beim Bedienen nicht ausdrücklich vorgeschrieben ist. Der Mehraufwand ist oft zu groß, um sich um wortkarge, weniger Gewillte zu kümmern. Also rückt man durch die Zuwendung an die erste Kundengruppe etwas mehr zum eigentlichen Gefühls-Ich. Auch in einem Callcenter auf Outbound-Basis können Gespräche mit Kunden, die womöglich schon befragt worden sind oder die etwas gekauft haben, vom Telefonisten verlängert werden, weil er oder sie auf Grund eines sympathischen Kunden keine große Verstellung seiner Emotionen vornehmen muss. Die Verweildauer am Telefon kann mit der Entgegenkömmlichkeit der Angerufenen steigen.

## Folgen
Andauernde Gefühlsanpassungen zugunsten des Kommerzes haben Folgen. Andauernde Belastungen durch die Überbrückung emotionaler Dissonanzen ziehen typische Symptome wie Burn-out (psychisch-energetisches Ausgebranntsein), Hilf- und Hoffnungslosigkeit, negative Einstellung zur Arbeit, Zynismus sowie Alkohol- und Drogenmissbrauch nach sich. Durch die Selbstverleugnung und gewissermaßen ungewollte, „falsche“ Devotheit gegenüber dem Kunden, der „immer recht hat“, gesteht man sein eigenes vermeintliches Unvermögen ein, was sich in ein Gefühl des Versagens und der Minderwertigkeit umwandeln kann.

## Bewältigungsstrategien
Eine mögliche Bewältigungsstrategie neben und noch auf der Interaktionsebene ist das „Commitment“, zu Deutsch die besondere Identifikation mit den Zielen und Werten der Organisation. Ein starker Glaube daran, verbunden mit dem Wunsch ihr Mitglied zu bleiben, kann mit starkem Selbstverpflichtungswillen ein Ausweg sein. Auch hilfreich ist für manche Tätige die empfundene und gelebte Einstellung, nicht die Emotionsarbeit selbst löse den Stress aus, sondern die eigentliche Tätigkeit, die durch Emotionsarbeit verringert werde. Diese sei dabei eine besondere, stolzerfüllende Leistung, die nicht jeder meistere.
Sogenannte Back-Stage-Bereiche, zu denen Kunden keinen Zutritt haben und die für Ruhephasen der Mitarbeiter sorgen sollen, stellen Rückzugsbereiche dar. Dort unterliegen Mitarbeiter wieder ausschließlich dem Regelkatalog der „emotion work“. Neben der Erholung kann auch die soziale Interaktion zwischen den Angestellten auf diese Weise verbessert werden. Weitere Möglichkeiten sind Pausen und soziale und psychische Unterstützung durch von außen kommende Fachleute, was freilich in kleineren Betrieben aufgrund der Kosten kaum vorkommt. Arbeitswechsel (engl. job rotation) beispielsweise in Supermärkten (von der Kasse an die Regale) ist ein weiterer Ansatz, der aber durch die individuellen Anforderungen allein dieser zwei Tätigkeiten wieder die bekannten Folgen nach sich ziehen kann.